# Mezinárodní televizní festival v Monte Carlu

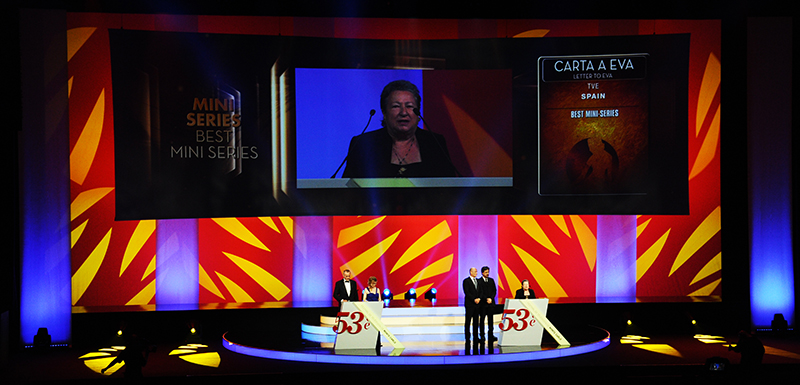
Slavnostní ceremoniál festivalu

Mezinárodní televizní festival v Monte Carlu je televizní festival, který se od roku 1961 každoročně koná v Monte Carlu.

## Udělované ceny
V rámci filmového festivalu jsou udělovány tyto ceny:
- kategorie Minisérie
- kategorie Série
- kategorie Nejlepší mužský herecký výkon
- kategorie Nejlepší ženský herecký výkon
- kategorie Nejlepší televizní film
- kategorie Nejlepší režie
- kategorie Nejlepší evropský producent dramatického seriálu
- kategorie Nejlepší herec dramatického seriálu
- kategorie Nejlepší herečka dramatického seriálu

a další.

## Čeští a slovenští zástupci

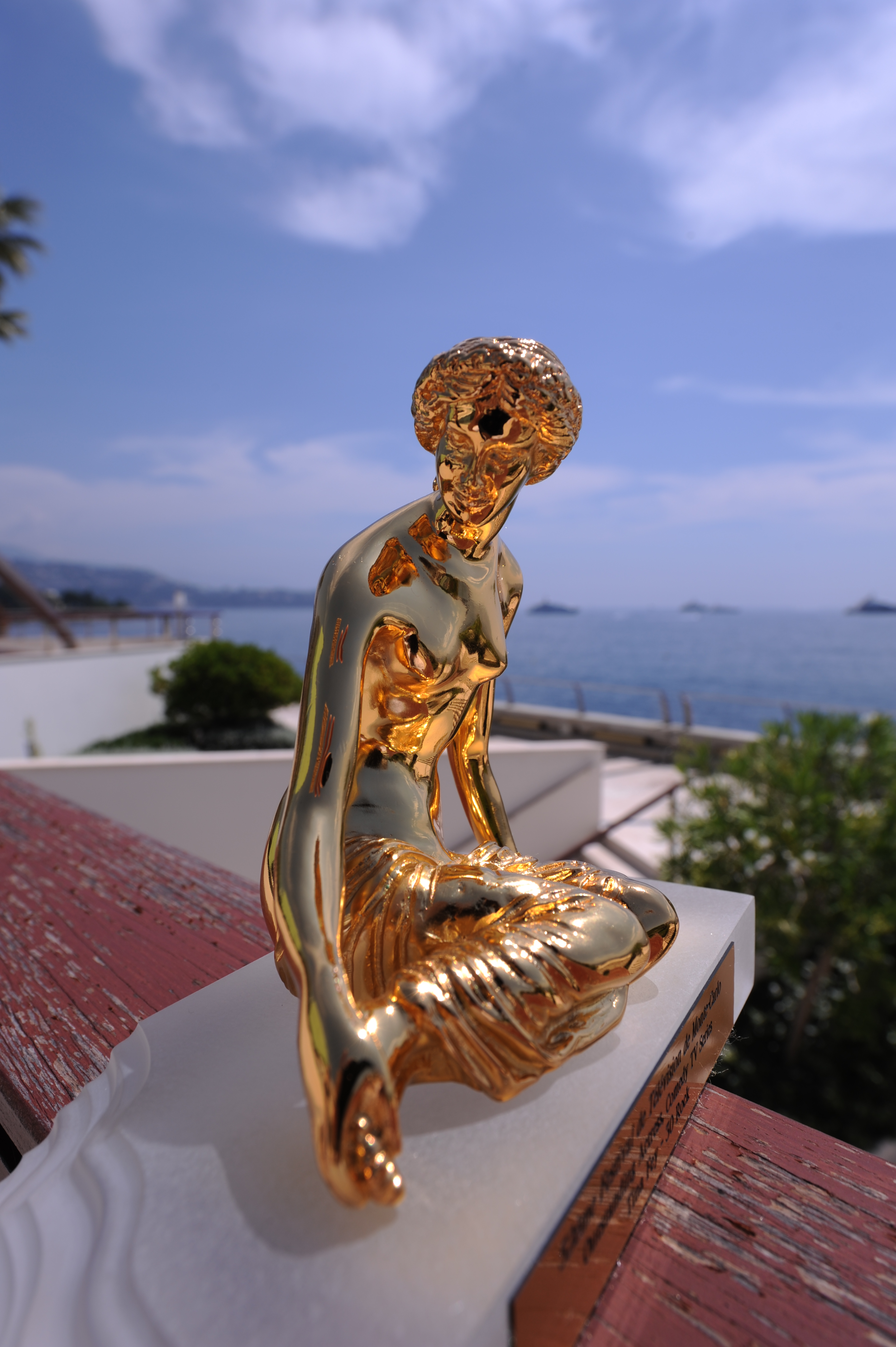
Zlatá nymfa (Nymphe d'or) je soška, kterou získávají vítězové kategorií oficiálního programu festivalu

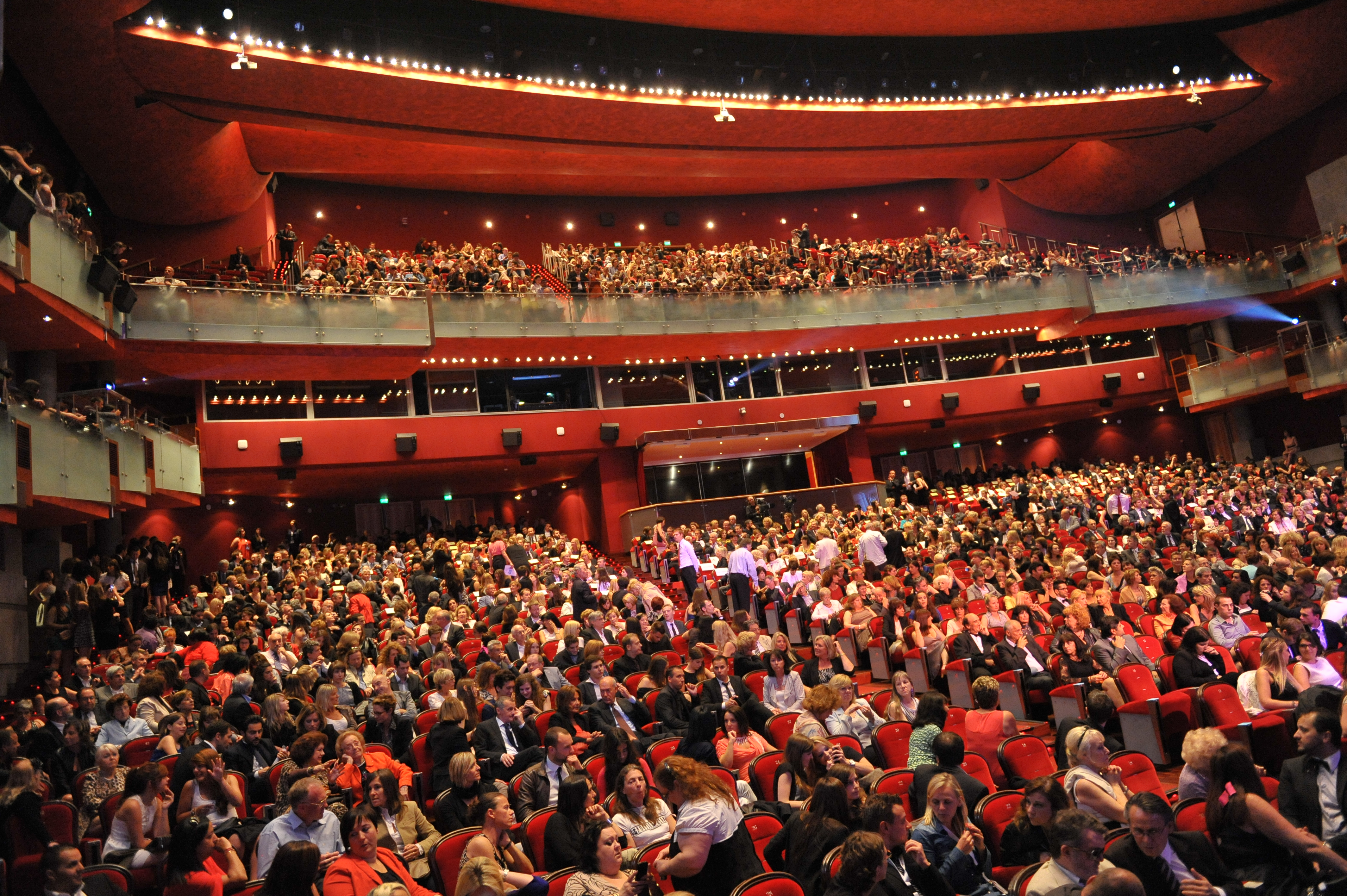
Salle des Pinces, sál slavnostního ceremoniálu udílení cen v monackém Grimaldi Forum, 2013

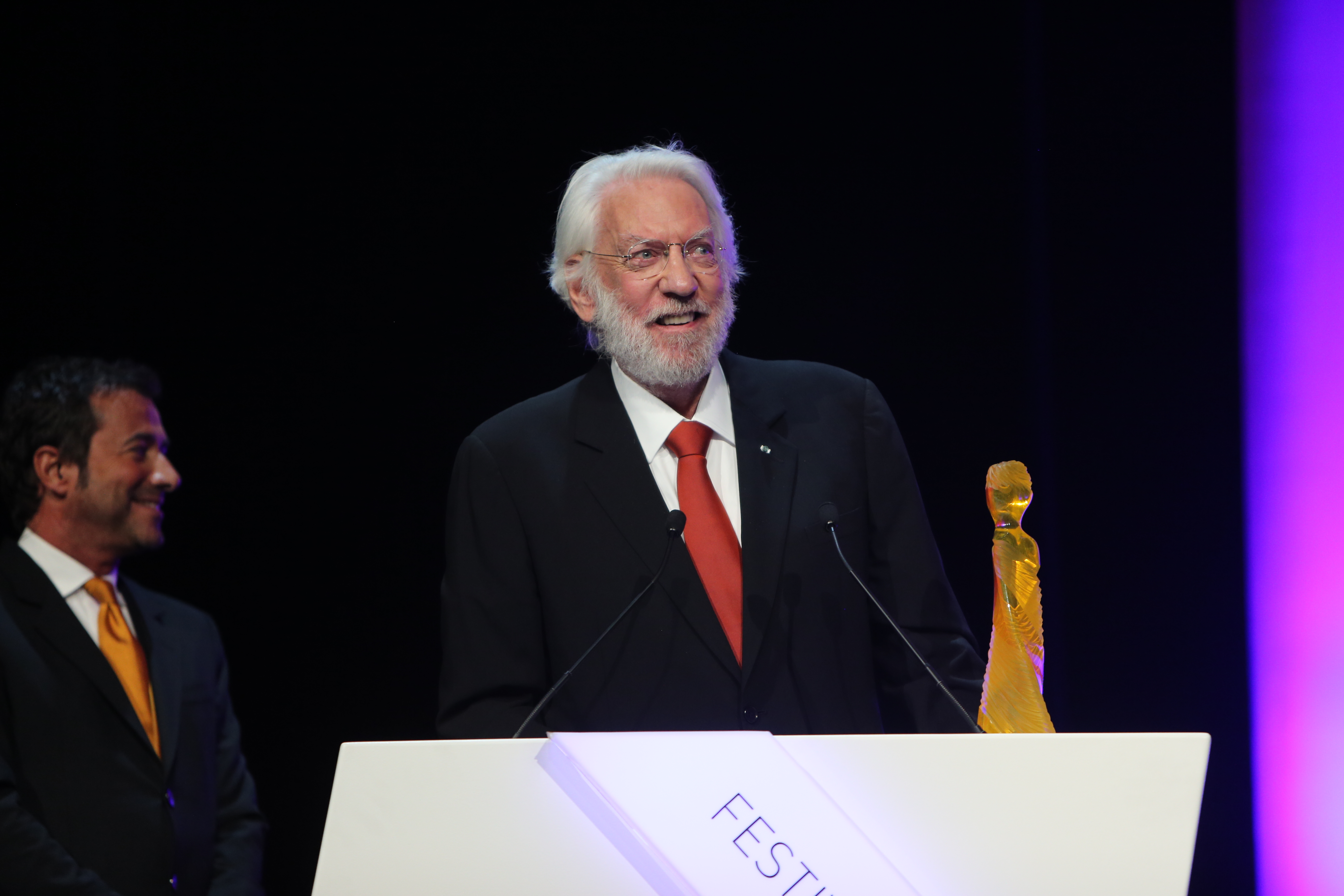
Herec Donald Sutherland se v roce 2013 stal prvním držitelem Křištálové nymfy (Nymphe de cristal)

Mezinárodní televizní festival v Monte Carlu 1962
- Námluvy
  - Zlatá nymfa za nejlepší komedii

Mezinárodní televizní festival v Monte Carlu 1964
- Podivuhodný pan Barnabášek
  - Zlatá nymfa Ludvík Ráža za Nejlepší režii

Mezinárodní televizní festival v Monte Carlu 1965
- Antigona
  - Zlatá nymfa za nejlepší dramatickou úpravu pro televizi

Mezinárodní televizní festival v Monte Carlu 1966
- Neprebudený (Neprobuzený)
  - Čestné uznání
- Modlitba pro Kateřinu Horovitzovou
  - Zlatá nymfa

Mezinárodní televizní festival v Monte Carlu 1967
- Odcházeti s podzimem
  - Zlatá nymfa Václav Krška za Nejlepší režii

Mezinárodní televizní festival v Monte Carlu 1968
- Krotká
  - Velká cena Grand Prix, Zlatá nymfa

Mezinárodní televizní festival v Monte Carlu 1969
- Balada o siedmich obesených (Balada o sedmi oběšených)
  - Velká cena Grand Prix a Cena kritiky

Mezinárodní televizní festival v Monte Carlu 1970
- Sladké hry minulého léta
  - Grand Prix a Zlatá nymfa za nejlepší barevný program, ocenění práce kamery

Mezinárodní televizní festival v Monte Carlu 1975
- Svědkové obžaloby
  - cena Stříbrná nymfa za původní televizní inscenaci

Mezinárodní televizní festival v Monte Carlu 1981
- Chvíle pro píseň trubky
  - hlavní cena Zlatá nymfa Ludvík Ráža za Nejlepší režii

Mezinárodní televizní festival v Monte Carlu 1998
- Bumerang
  - cena Stříbrná nymfa Hynek Bočan za Nejlepší režii

Mezinárodní televizní festival v Monte Carlu 2001
- Společnice
  - vítězství Tatiana Vilhelmová v kategorii Nejlepší ženský herecký výkon, zvláštní uznání[2]

Mezinárodní televizní festival v Monte Carlu 2011, 
- Vyprávěj
  - vítězství Filip Bobiňski a Petr Šizling v kategorii Nejlepší evropský producent dramatického seriálu
  - nominace Svatopluk Skopal v kategorii Nejlepší herec dramatického seriálu
  - nominace Nina Divíšková v kategorii Nejlepší herečka dramatického seriálu
- Zrozen bez porodu
  - nominace v kategorii Nejlepší film
  - nominace Filip Renč v kategorii Nejlepší režie
  - nominace Juraj Kukura v kategorii Nejlepší herec
  - nominace Simona Stašová v kategorii Nejlepší herečka

Mezinárodní televizní festival v Monte Carlu 2013
- 9. 6. – 13. 6. 2013
- Hořící keř
  - nominaci v kategorii Minisérie
  - nominace Jaroslava Pokorná v kategorii Nejlepší ženský herecký výkon
  - vítězství Ivan Trojan v kategorii Nejlepší mužský herecký výkon
- Occamova břitva
  - nominaci Dan Svátek v kategorii Televizní film
  - nominace Ondřej Sokol v kategorii Nejlepší mužský herecký výkon
  - nominace Zuzana Stivínová v kategorii Nejlepší ženský herecký výkon

Mezinárodní televizní festival v Monte Carlu 2014
- 7. 6. – 11. 6. 2014
- Poslední cyklista
  - nominace v kategorii Minisérie
  - nominace Ági Gubik v kategorii Nejlepší ženský herecký výkon
  - nominace Petr Štěpán v kategorii Nejlepší mužský herecký výkon